# Vaugines
Vaugines é uma comuna francesa na região administrativa da Provença-Alpes-Costa Azul, no departamento de Vaucluse. Estende-se por uma área de 15,55 km². Em 2010 a comuna tinha 582 habitantes (densidade: 37,4 hab./km²).